# ベルヴィル (コルベット)
ベルヴィル (HMCS Belleville) はカナダ海軍のコルベット。改フラワー級。
オンタリオ州キングストンのキングストン造船で建造。1944年1月21日起工。1944年6月17日進水。1944年10月19日就役。11月13日にハリファックスに着き、艤装や欠陥個所の修理が行われた。その後、訓練のためコルベット「Fredericton」とともにバミューダへ向かい、1945年1月20日に到着した。
ハリファックスへ戻る途中で「ベルヴィル」はボストンからハリファックスへ向かうBX146船団の支援に派遣されたが、エンジンの欠陥のため船団から外れることとなった。修理の後、「ベルヴィル」はC5護衛グループに配属された。
「ベルヴィル」は3月28日に出航してニューヨークからリバプールへ向かうHX346船団に加わることになっていたが、欠陥のため出発は遅れた。船団は4月7日にドイツ潜水艦「U1024」の攻撃を受けた。「U1024」は船団内部からリバティ船「James W. Nesmith」を雷撃後「ベルヴィル」のいた方から逃走したが、その時「ベルヴィル」はソナーもレーダも使用不能となっていた。「ベルヴィル」の見張りは潜望鏡と思われるものを発見し、爆雷が投下されたが、それは鳥を見誤ったものであった。その後、「ベルヴィル」は「James W. Nesmith」を港まで引いていった。
4月、ON297船団を護衛。5月にはHX355船団を護衛した。
1945年7月5日、ケベック・シティーで退役。1947年にドミニカ共和国へ売却されて「Juan Bautista Cambiaso」と改名。1972年に解体された。